# خوان کارلوس والرون
خوان کارلوس والرون (به اسپانیایی: Juan Carlos Valerón) بازیکن پیشین و سرمربی کنونی فوتبال اهل اسپانیا است.
والرون از سال ۱۹۹۸ میلادی عضو تیم ملی فوتبال اسپانیا بوده و در ۴۶ بازی ملی حضور داشته‌است. او در بازی‌های ملی‌اش ۵ گل به ثمر رساند.

## افتخارات
دپورتیوو لاکرونیا
- جام حذفی فوتبال اسپانیا(۱): ۰۲–۲۰۰۱
- سوپر جام فوتبال اسپانیا(۱): ۲۰۰۲
- سگوندا دیویژن(۱): ۱۲–۲۰۱۱
- جام اینترتوتو(۱): ۲۰۰۸